# Isoprenolo
L'Isoprenolo, nome commerciale del 3-metilbut-3-ene-1-olo, è un emiterpene alcolico appartenente alla famiglia dei terpeni, elemento costitutivo della biosintesi degli isoprenoidi. Viene prodotto industrialmente come intermedio nella produzione di prenolo (3-metilbut-2-ene-1-olo): nel 2001 la produzione mondiale di prenolo è stata stimata attorno alle 6-13 000 tonnellate. I maggiori produttori al mondo sono la BASF (Germania) e la Kuraray (Giappone).
L'isoprenolo viene prodotto per reazione tra isobutene (2-metilpropene) e formaldeide.
L'isomero termodinamicamente più stabile, il prenolo, non può essere ottenuto direttamente in questa reazione; il prenolo infatti viene ottenuto per isomerizzazione dell'isoprenolo, secondo la reazione:
La reazione è catalizzata da qualunque specie possa formare un complesso allilico senza una eccessiva idrogenazione del substrato, come ad esempio il palladio.